# Jnan Hansdev Adhin

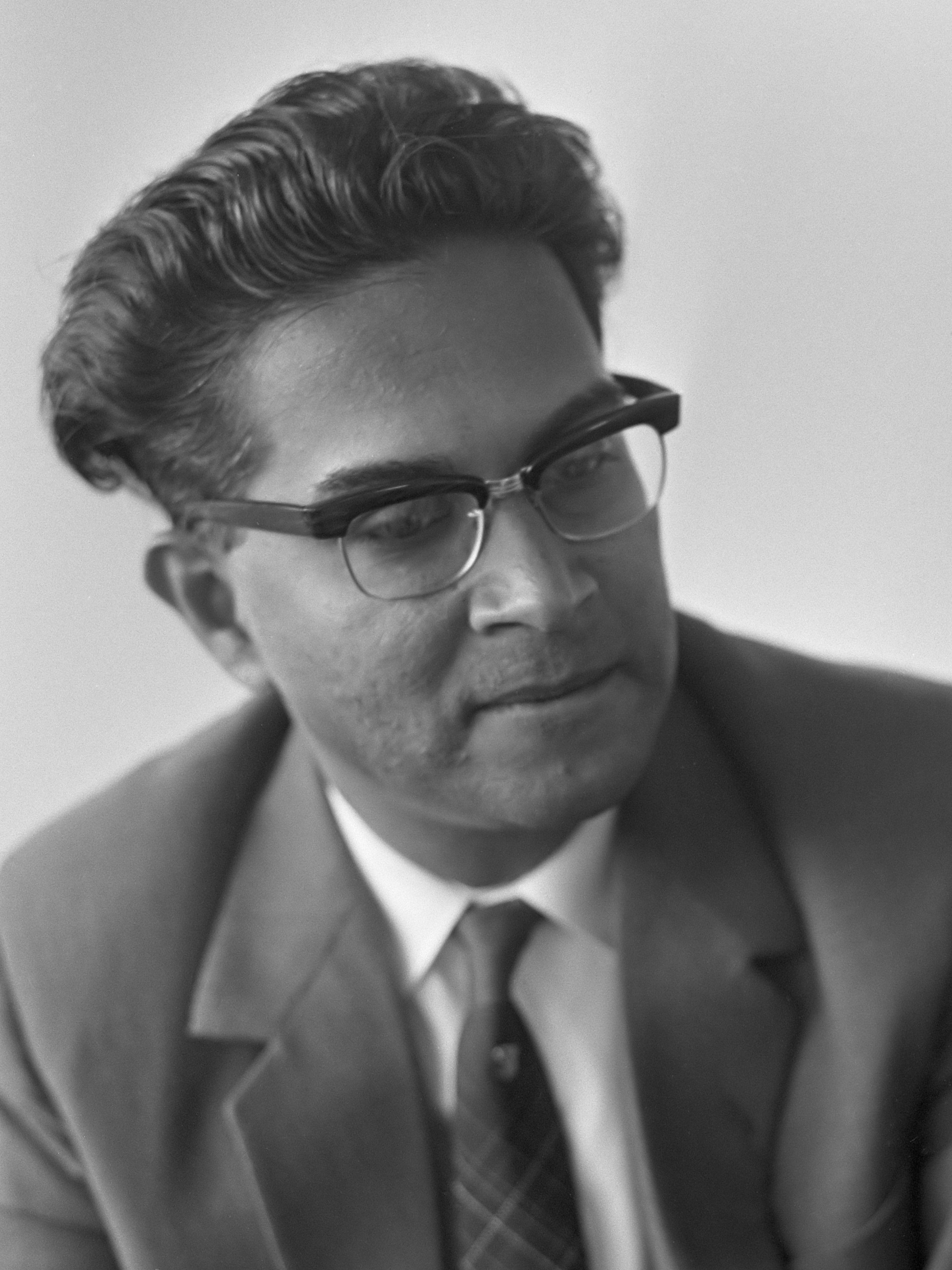
Adhin jako minister sprawiedliwości w 1966

Jnan Hansdev Adhin (ur. 1927, zm. 2002) – surinamski pisarz i polityk pochodzenia hinduskiego tworzący w surinamskim hindustani oraz po niderlandzku. Uznawany za jednego z najważniejszych literatów piszących w języku sarnami.
W 1953 opracował słownik hindi-holenderski, w 1964 zaś podręcznik pisowni surinamskiego hindustani. Zajmował się eseistyką, dramatem, publicystyką, a także przekładami literatury hinduskiej. Był organizatorem życia kulturalnego oraz ministrem różnych gabinetów, działającym na rzecz surinamskich Hindusów.